# Nadezhda Bazhina
Nadezhda Bazhina (en russe, Надежда Валерьевна Бажина, née le 29 décembre 1987 à Penza) est une plongeuse russe.

## Biographie
Fille de Irina Kalinina-Bazhina, médaille d'or lors des Jeux olympiques de Moscou, son père Valery Bažina est également plongeur et les deux l'entraînent. 
Elle est médaillée d'or du tremplin à 3 mètres synchronisé aux Championnats d'Europe de natation 2006 avec Natalia Umysakova. Elle remporte la médaille d'or du tremplin à 3 mètres aux Championnats d'Europe de natation 2010. Elle est triple médaillée d'argent aux Championnats d'Europe de plongeon 2011 (tremplins individuels de 1 et 3 mètres et tremplin synchronisé de 3 mètres avec Svetlana Philippova). 
Aux Championnats d'Europe de natation 2012, elle est médaillée de bronze du tremplin à 1 mètre individuel ainsi que de l'épreuve mixte par équipes.
Aux Championnats d'Europe de plongeon 2013, elle remporte la médaille d'argent du tremplin à 1 mètre et la médaille de bronze du tremplin à 3 mètres.
Elle est médaillée d'or du tremplin à 3 mètres ainsi que de l'épreuve mixte par équipes aux Championnats d'Europe de natation 2014, médaillée d'argent du tremplin à 1 mètre  et médaillée d'or de l'épreuve mixte par équipe, médaillée de bronze du tremplin à 3 mètres synchronisé  avec Kristina Ilinykh aux Championnats d'Europe de plongeon 2015.
Aux Championnats d'Europe de natation 2016, elle remporte la médaille d'or par équipe mixte ; elle est également médaillée de bronze du tremplin à 1 mètre, du tremplin à 3 mètres synchronisé  avec Kristina Ilinykh et du tremplin à 3 mètres synchronisé mixte avec Nikita Shleikher
Elle est médaillée d'or au tremplin à 3 mètres synchronisé avec Kristina Ilinykh aux Championnats d'Europe de plongeon 2017.
Elle remporte lors des Mondiaux de 2017 à Budapest la médaille d'argent au tremplin de 1 m et la médaille de bronze au tremplin synchronisé de 3 mètres avec Kristina Ilinykh.